# 大蛇山酉之助
大蛇山 酉之助（おろちやま とりのすけ、1897年12月26日 - 1956年5月24日）は、秋田県羽後町出身で錦島部屋に所属した大相撲力士。本名は茂木 酉之助（もぎ とりのすけ）。最高位は東前頭筆頭(1928年3月場所)。身長179cm、体重94kg。得意手は左四つ、寄り。

## 来歴
1916年1月場所に初土俵を踏み、1923年5月場所に新入幕を果たし、その場所は9勝1敗1休の好成績を挙げ、優勝旗手となった。1926年5月場所に10勝1敗で初の幕内最高優勝を果たし、その後も幕内上位で活躍するが番付運に恵まれず、実力はありながらついに平幕で終わった。歴代の数ある幕内優勝力士の中で三役に昇進できなかった最初の力士であり、優勝経験者で初めて全敗を記録した（1930年3月場所）。錦島部屋では兄弟弟子の能代潟とどちらが先に大関に昇るかとまで期待されたことから考えても、三役を勤める力はあったと考えられる。
1930年10月場所を最後に引退し、年寄・立田山を襲名する。後に師匠が亡くなると年寄・錦嶌を継承した。協会内では理事を長く務め、1956年5月24日、58歳で没。

## 主な成績
- 通算成績：142勝147敗4分5預27休 勝率.491
- 幕内成績：94勝126敗3分2預27休 勝率.427
- 現役在位：38場所
- 幕内在位：23場所
- 金星：1回（常ノ花1個）
- 各段優勝
  - 幕内最高優勝：1回 (1926年5月場所)
- 優勝旗手：2回

### 場所別成績
| 1916年 （大正5年） | （前相撲）                      | x                | 新序 0–2 (1預)            | x                       |
| 1917年 （大正6年） | 西序ノ口4枚目 3–2               | x                | 東序二段93枚目 5–0        | x                       |
| 1918年 （大正7年） | 東序二段14枚目 4–1              | x                | 西三段目36枚目 4–1        | x                       |
| 1919年 （大正8年） | 東幕下48枚目 4–0 (1預)          | x                | 東幕下15枚目 4–1          | x                       |
| 1920年 （大正9年） | 東十両14枚目 2–1                | x                | 西十両8枚目 3–1 (1引分)   | x                       |
| 1921年 （大正10年） | 西十両10枚目 3–2                | x                | 西十両4枚目 3–4           | x                       |
| 1922年 （大正11年） | 東十両7枚目 2–2 (1預)           | x                | 東十両7枚目 4–1           | x                       |
| 1923年 （大正12年） | 西十両筆頭 7–3                  | x                | 東前頭16枚目 9–1–1 旗手   | x                       |
| 1924年 （大正13年） | 東前頭4枚目 4–3–3               | x                | 西前頭3枚目 3–7 (1預)     | x                       |
| 1925年 （大正14年） | 西前頭3枚目 3–6 (1預) (1引分) ★ | x                | 東前頭7枚目 4–5–1 (1引分) | x                       |
| 1926年 （大正15年） | 東前頭8枚目 4–7                 | x                | 西前頭8枚目 10–1 旗手     | x                       |
| 1927年 （昭和2年） | 東前頭2枚目 6–5                 | 東前頭2枚目 6–5  | 東前頭3枚目 3–5–3         | 西前頭筆頭 6–4 (1引分)  |
| 1928年 （昭和3年） | 西前頭3枚目 3–8                 | 東前頭筆頭 1–2–8 | 東前頭7枚目 3–8           | 東前頭7枚目 3–8         |
| 1929年 （昭和4年） | 西前頭7枚目 4–7                 | 西前頭7枚目 4–7  | 西前頭8枚目 3–8           | 西前頭8枚目 7–4         |
| 1930年 （昭和5年） | 西前頭5枚目 4–7                 | 西前頭5枚目 0–11 | 西前頭14枚目 0–0–11       | 西前頭14枚目 引退 4–7–0 |
| 各欄の数字は、「勝ち-負け-休場」を示す。 優勝 引退 休場 十両 幕下 三賞：敢=敢闘賞、殊=殊勲賞、技=技能賞 その他：★=金星 番付階級：幕内 - 十両 - 幕下 - 三段目 - 序二段 - 序ノ口 幕内序列：横綱 - 大関 - 関脇 - 小結 - 前頭（「#数字」は各位内の序列） |                                 |                  |                           |                         |

- 1923年5月と1925年5月の1休はそれぞれ不戦勝制度実施前の、相手力士の休場によるもの。

## 改名歴
- 大蛇山 酉之助（おろちやま とりのすけ）：1916年1月場所-1926年5月場所
- 大蛇山 雄作（おろちやま ゆうさく）：1927年1月場所-1929年9月場所
- 大蛇山 酉之助（おろちやま とりのすけ）：1930年1月場所-1930年10月場所